# لی کان هی
لی کان هی (کره‌ای: 이칸희؛ زادهٔ ۳ فوریه ۱۹۶۹) بازیگر اهل کره جنوبی است. از فیلم‌ها یا مجموعه‌های تلویزیونی که وی در آنها ایفای نقش کرده‌است می‌توان به راز عشق و عاشقی، دختر دوست‌داشتنی من و قوی‌ترین پیک اشاره کرد.